# Torrita Tiberina
Torrita Tiberina è un comune italiano di 1 090 abitanti della città metropolitana di Roma Capitale nel Lazio.

## Geografia fisica
Il territorio comunale di Torrita Tiberina si trova geograficamente nella Valle del Tevere, dove anse e golene modellate dal fiume Tevere creano suggestivi paesaggi.
- Classificazione climatica: zona D, 1773 GR/G

## Storia
Una delle prime menzioni del toponimo Turritula  è documentata nella donazione del 747 d.C. di Carlomanno ai monaci benedettini di Sant'Andrea in Flumine.
Si ha notizia dall'Archivio di Stato di Roma che nel periodo 1902-1903 a Torrita Tiberina durante la costruzione del ponte a Montorso sul Tevere ci fu un'agitazione operaia.
Nel cimitero di Torrita Tiberina è sepolto l'ex presidente del Consiglio Aldo Moro, che aveva amato soggiornare nella località.

## Monumenti e luoghi d'interesse

### Architetture religiose
- Chiesa di San Tommaso Apostolo: in origine cappella del castello, conserva tele del Pinturicchio e del Maratta
- Chiesa di S. Maria del Monte: dell'XI secolo con rifacimenti successivi, conserva una tela del 1200.
- Tomba di Aldo Moro: Statista della Repubblica Italiana martire

### Architetture civili

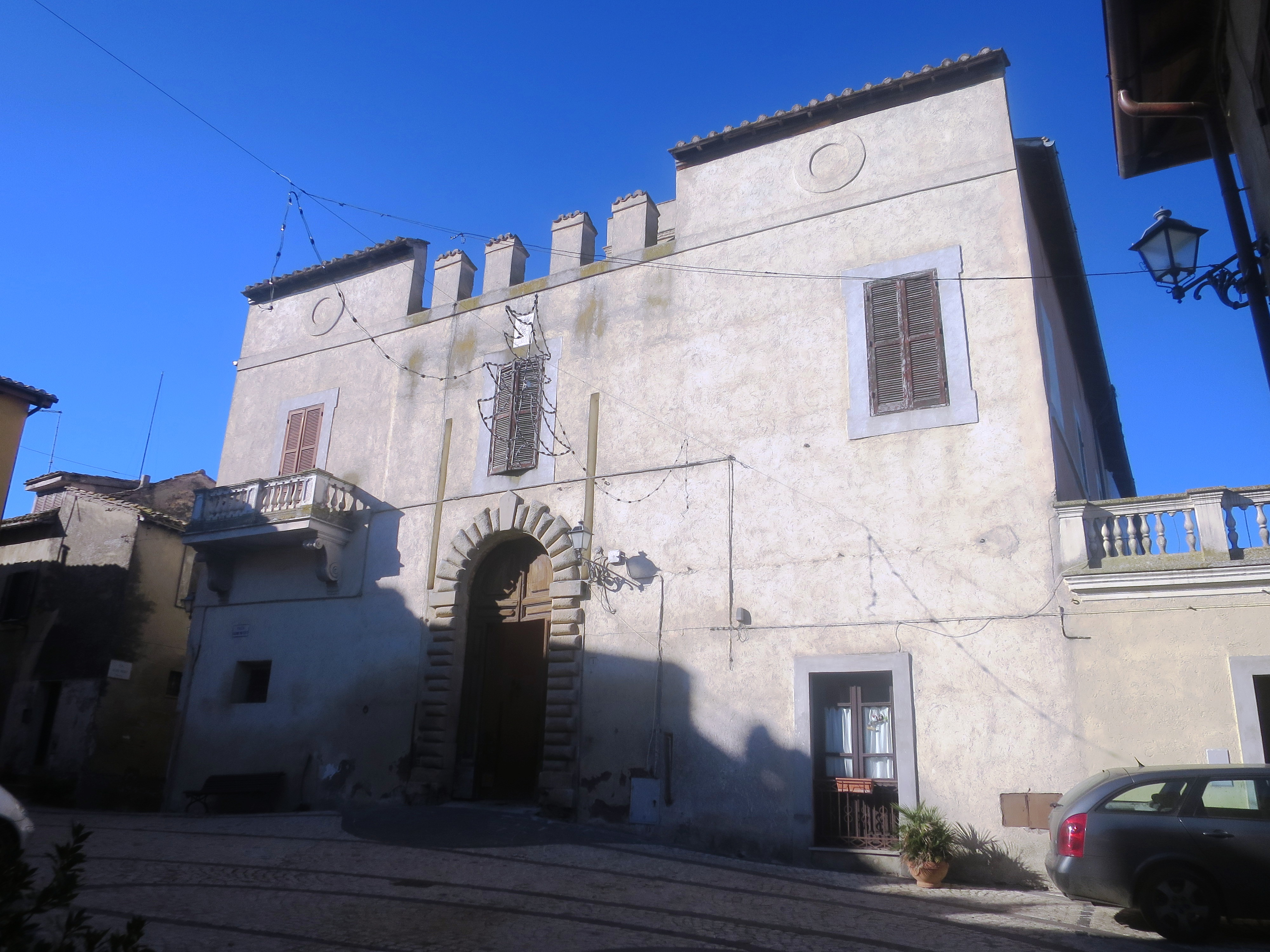
Palazzo Baronale

- Palazzo Baronale: noto anche come Palazzo Savelli, dal nome della casata che nel XII secolo trasformò le originarie torri di segnalazione in fortezza con cinta muraria, fossato e ponte levatoio. Oggi, la parte inferiore è di proprietà comunale, mentre il resto è di proprietà privata.

### Zone archeologiche
- Insediamento arcaico Colli della Città
- Necropoli di Grotte Pinte

### Aree naturali
Il territorio del comune di Torrita Tiberina è tutelato della Rete Natura 2000 "Habitat" SIC (Sito di Interesse Comunitario) ZPS (Zona di Protezione Speciale).
Il comune di Torrita Tiberina è zona di produzione della denominazione di origine protetta olio extravergine di oliva Soratte
- Riserva naturale di Nazzano, Tevere-Farfa

Il comune di Torrita Tiberina è inoltre parte dell'Itinerario delle forre etrusche e della valle del Tevere, all'interno del progetto del sistema delle aree protette della regione Lazio, le strade dei parchi, percorre i paesaggi fluviali e i borghi del Lazio a nord di Roma che si affacciano sulla valle del Tevere. È composto da 4 tappe:
- 1 Da Settevene a Calcata[11]

- 2 Da Calcata a Sant'Oreste[12]
- 3 Da Sant'Oreste a Torrita Tiberina[13]
- 4 Da Torrita Tiberina a Civitella San Paolo[14]

## Società

### Evoluzione demografica
Abitanti censiti

### Etnie e minoranze straniere
Secondo i dati ISTAT al 31 dicembre 2010 la popolazione straniera residente era di 97 persone. Le nazionalità maggiormente rappresentate in base alla loro percentuale sul totale della popolazione residente erano:
- Romania 36 3,35%
- Albania 11 1,02%
- India 11 1,02%

## Amministrazione
Nel 1872 Torrita cambia denominazione in Torrita Tiberina.

### Gemellaggi
- Iași, dal 1999[17]

### Altre informazioni amministrative
- Dal 2013 ha aderito alla Conferenza dei sindaci dell'area Tiberina/Flaminia/Cassia.
- Dal 2015 fa parte del Consorzio intercomunale dei servizi e interventi sociali Valle del Tevere[18] insieme ad altri 16 comuni ricandenti nel distretto socio-sanitario 4 della ASL Roma 4.